# 2667 Oikawa
2667 Oikawa је астероид са пречником од приближно 23,30 .
Афел астероида је на удаљености од 3,823 астрономских јединица (АЈ) од Сунца, а перихел на 2,641 АЈ.
Ексцентрицитет орбите износи 0,182, инклинација (нагиб) орбите у односу на раван еклиптике 2,236 степени, а орбитални период износи 2122,683 дана (5,811 година).
Апсолутна магнитуда астероида је 12,20 а геометријски албедо 0,042.
Астероид је откривен 30. октобра 1967. године.